# Erclin
De Erclin is een rivier van het Scheldebekken in Frankrijk, die ontspringt bij Troisvilles en in de Schelde (rechteroever) uitmondt bij Iwuy.  De lengte is 50 km.